# Fonds départementaux de péréquation de la taxe professionnelle
Les Fonds départementaux de péréquation de la taxe professionnelle (FDPTP) appartiennent à un mécanisme de péréquation horizontale de la taxe professionnelle.
Institué par la loi du 29 juillet 1975 (qui substitue la patente pour créer la taxe professionnelle), le FDPTP est régi par 1648 A du Code Général des impôts.

## Alimentation des fonds départementaux de péréquation de taxe professionnelle
Les FDPTP sont alimentés par une partie de la taxe professionnelle provenant d’établissements considérés comme exceptionnels.

## Écrêtement au profit des fonds départementaux de péréquation de taxe professionnelle
Un établissement est considéré comme exceptionnel lorsque ses bases de taxe professionnelle, rapportées à la population de la commune d’implantation, sont supérieures à deux fois la moyenne des bases de taxe professionnelle par habitant au niveau national.
Les bases excédentaires se définissent comme le solde qui résulte de la différence entre d’une part, les bases totales de l’établissement et d’autre part, le seuil de péréquation multiplié par la population de la commune d’implantation.
Pour 2007, le seuil de péréquation est de 3 320 euros par habitant en France métropolitaine (contre 3 230 € en 2006).
Par conséquent, les ressources du FDPTP sont le produit des bases excédentaires par le taux de taxe professionnelle en vigueur dans la commune.

## Suppression des FDPTP à compter de 2011
La loi de finances pour 2010 du 29 décembre 2009 a supprimé la Taxe professionnelle (TP). Celle-ci a été remplacée par la [Contribution économique territoriale] (CET)
En conséquence, les FDPTP seront supprimés à partir de 2011. 
Dans chaque département, en remplacement des FDPTP, seront mis en place de nouveaux systèmes de péréquation des ressources des communes et des EPCI (établissement public de coopération intercommunale.) Ces systèmes devraient permettre de corriger les inadéquations de la répartition ou de la croissance des ressources entre les collectivités territoriales et établissements publics au regard de l'importance de leurs charges ou de la croissance de ces charges. Sera également instaurée une garantie individuelle de ressource pour chaque FDPTP.

## Référence
Article du courrier des maires sur la suppression des FDPTP